# Ernst Windisch (Sprachwissenschaftler)

Ernst Windisch

Ernst Wilhelm Oskar Windisch (* 4. September 1844 in Dresden; † 30. Oktober 1918 in Leipzig) war ein deutscher Sprachwissenschaftler, Sanskritist, Keltologe und Indogermanist. Er war ab 1877 Professor für Sanskrit und vergleichende Sprachwissenschaft an der Universität Leipzig sowie 1895/96 deren Rektor.

## Leben
Ernst Windisch wurde als Sohn des Lehrers Louis W. Windisch und Caroline Lamm geboren. Er besuchte von 1857 bis 1863 die Kreuzschule in Dresden und studierte anschließend bis 1867 Klassische Philologie und Sprachwissenschaft an der Universität Leipzig. Er war ein akademischer Schüler von Friedrich Ritschl und ein enger Studienfreund von Friedrich Nietzsche. Er wurde Mitglied des Klassisch-Philologischen Vereins Leipzig, dem er auch später als Alter Herr verbunden blieb. Im Anschluss promovierte er zum Dr. phil. in Klassischer Philologie mit der Dissertation De hymnis homericis maioribus. Von 1867 bis 1870 unterrichtete er als Lehrer an der Thomasschule zu Leipzig. Parallel fertigte er seine Habilitationsschrift Untersuchungen über den Ursprung des Relativpronomens in den indogermanischen Sprachen an, mit der er die Venia legendi für Sanskrit und vergleichende Sprachwissenschaft erhielt.
Von 1870 bis 1871 hielt er sich in London auf, wo er an der Katalogisierung der Sanskrithandschriften der Indian Office Library beteiligt war und die keltischen Sprachen studierte. 1871 kehrte er als außerordentlicher Professor nach Leipzig zurück. Zu seinen Studenten in dieser Zeit gehörte der spätere Assyriologe Friedrich Delitzsch. 1872 wurde er ordentlicher Professor der vergleichenden Sprachwissenschaft an der Universität Heidelberg. 1875 nahm er einen Ruf auf eine ebensolche Professur an der Universität Straßburg an, bevor er 1877 Professor des Sanskrit in Leipzig wurde, was er bis zu seinem Tode 1918 blieb. Zudem war er Direktor des indogermanischen Instituts ebenda. Im akademischen Jahr 1887/88 war er Dekan der Philosophischen Fakultät sowie 1895/96 Rektor der Universität Leipzig. Anna Leonowens studierte von 1897 bis 1901 als Gasthörerin bei Windisch.
Der Geheimrat war ab 1883 Mitglied der Königlich Sächsischen Gesellschaft der Wissenschaften und von 1898 bis 1914 Sekretär der Philologisch-Historischen Klasse. Daneben war er korrespondierendes Mitglied der Königlich Bayerischen Akademie der Wissenschaften, der British Academy und der Académie des Inscriptions et Belles-Lettres, Ehrenmitglied der Royal Irish Academy, Ritter 1. Klasse des Königlich Sächsischen Verdienstordens, Komtur 2. Klasse des Albrechts-Ordens und Ehrendoktor der Theologie in Leipzig.
Am 18. April 1873 heiratete er Berta Roscher (1851–1927), die Tochter des Ökonomen Wilhelm Roscher. Ihre Kinder waren Wilhelm (* 8. Mai 1874, Gymnasiallehrer), Helene (* 19. Juli 1876), Hermann (* 3. August 1878, Jurist), Hans (* 25. April 1881, Theologe) und Karl (* 16. Juli 1885, Jurist).
Ernst Windisch und seine Frau wurden im Ehrengrab von Wilhelm Roscher auf dem Neuen Johannisfriedhof, VII. Abteilung, beerdigt.

## Werke
- Der Heliand und seine Quellen. Vogel, Leipzig 1868
- Untersuchungen über den Ursprung des Relativpronomens in den indogermanischen Sprachen. Melzner, Leipzig 1869, zugleich Habilitationsschrift
- mit Berthold Delbrück: Syntaktische Forschungen. Verlag der Buchhandlung des Waisenhauses, Halle 1871
- Kurzgefasste irische Grammatik mit Lesestücken. Hirzel, Leipzig 1879
- mit Whitley Stokes: Irische Texte. 4 Bände, Hirzel, Leipzig 1880–1909
- Zwölf Hymnen des Rigveda, mit Sāyanạ's Commentar. Hirzel, Leipzig 1883
- Iti-Vuttaka. Frowde, London 1889
- Māra und Buddha. Hirzel, Leipzig 1895
- Die altirische Heldensage Táin bó Cúalnge. 1905
- Buddhas Geburt und die Lehre von der Seelenwanderung. Teubner, Leipzig 1908
- Das keltische Brittannien bis zu Kaiser Arthur. Teubner. Leipzig 1912
- Festschrift. Ernst Windisch zum siebzigsten Geburtstag am 4. Sept. 1914. Harrassowitz, Leipzig 1914
- Geschichte der Sanskrit-Philologie und indischen Altertumskunde. 2 Bände 1917 und 1920, Nachdruck: de Gruyter, Berlin [u. a.] 1992, ISBN 3-11-013013-0
- Karin Steiner und Jörg Gengnagel (Hrsg.): Kleine Schriften. Steiner, Stuttgart 2001, ISBN 3-515-07120-2